# Eduardo Bandeira de Mello
Eduardo Carvalho Bandeira de Mello (Rio de Janeiro, 22 de março de 1953) é um administrador, dirigente esportivo e político brasileiro filiado ao Partido Socialista Brasileiro (PSB). Foi presidente do Clube de Regatas do Flamengo nos triênios 2013–2015 e 2016–2018. Atualmente é deputado federal pelo Rio de Janeiro.
Concorreu a uma vaga na Câmara dos Deputados pela REDE em 2018, não se elegendo. Em 2022, concorreu ao mesmo cargo pelo PSB e foi eleito com 72.725 votos.

## Biografia

### Administrador
É formado em Administração de Empresas pela Universidade Federal do Rio de Janeiro (UFRJ) e trabalhou por 35 anos no Banco Nacional de Desenvolvimento Econômico e Social (BNDES), onde foi chefe do Departamento do Meio Ambiente.

### Dirigente esportivo
Sócio proprietário do Flamengo desde 1978. Membro do Conselho de Administração do clube entre 2007 e 2009, Se tornou candidato à presidência pela "Chapa Azul", após Wallim Vasconcelos, o candidato do grupo de empresários que idealizou a chapa, ter sua candidatura impugnada em uma reunião do Conselho Administrativo, em 8 de novembro de 2012 e seu nome surgiu como alternativa. Assim, foi confirmado como candidato ao pleito logo no dia seguinte.
Logo em suas primeiras entrevistas, ainda como candidato, se definiu como um torcedor de arquibancada apaixonado pelo Flamengo. Apoiado por um time de executivos de peso como Luiz Eduardo Baptista, presidente da Sky Brasil; Carlos Geraldo Langoni, ex-Banco Central e Flávio Godinho, executivo do  Grupo EBX. O objetivo definido pelo grupo era a modernização de métodos e práticas e foco na gestão e desejava obter a profissionalização do clube no triênio de 2013 a 2015.
Zico foi o grande apoiador da campanha e um dos responsáveis pela vitória da "Chapa Azul". A ideia é que Zico fosse uma espécie de conselheiro em todas as ações que envolvessem o gerenciamento do futebol.
As eleições ocorreram em 3 de dezembro de 2012 com a "Chapa Azul" obtendo 1.414 votos. A então mandatária Patrícia Amorim obteve 914 votos e o candidato Jorge Rodrigues, 347 votos.
Em 7 de dezembro de 2015 Foi reeleito Presidente para o triênio 2016–2018 Obtendo 1.632 votos. Contra  834 de Wallim Vasconcellos  e 259 de Cacau Cotta.

#### Gestão
A gestão de Eduardo Bandeira de Mello no Flamengo foi muito elogiada, e considerada um exemplo de gestão para o esporte Brasileiro,Sendo a Melhor gestão financeira.  ganhou vários prêmios de gestão e transparência. sendo destaque no jornal Americano The New York Times, o clube reduziu a sua divida que passava de R$ 750 milhões em 2012 para R$ 360 milhões em 2017.
Para que isso fosse possível, o clube contratou a empresa de consultoria de gestão EY, que estabeleceu ciclos a cumprir. O primeiro ciclo foi denominado “recuperação da credibilidade”. Incluiu profissionalizar a gestão, elevar receitas e pagar dívidas. O ciclo seguinte (2016-2018), foi de investimentos. O terceiro ciclo (2018-2020), foi intitulado “virtuoso”.

#### Administração dos patrimônios do clube
Uma das promessas de Eduardo Bandeira de Mello em seu segundo mandato era de que, até o final de seu mandato, o clube teria o Centro de treinamento mais moderno do pais.
Com o começo da reestruturação econômica iniciada em sua gestão, o Flamengo começou a ter sucessivos superávits, com isso houve a retomada financeira do clube. Com a melhoria da situação financeira, o modelo de reestruturação e modernização do CT foi posto em prática. De inicio, ficou acordado que iria se ter a construção de um módulo para o futebol profissional e posteriormente para as categorias de base. Tiveram inicio, assim, em 2014 as obras de modernização do Ninho do Urubu. Por fim, no ano de 2016, com a investimento de todo o dinheiro vindo com a venda da Mansão Fadel Fadel, foram concluídas as obras do primeiro módulo profissional do Centro de Treinamento George Helal, a partir dali, o Flamengo tinha um dos mais modernos Centro de Treinamento do Brasil, tendo as obras um custo estimado de R$ 15 milhões.
Foi em sua gestão também que o clube oficializou a venda Edifício Hilton Santos.
Eduardo Bandeira de Mello também foi o responsável pela reinauguração Ginásio Cláudio Coutinho, próprio para a prática de Ginástica artística, após o mesmo ter sido atingido por um incêndio, em 2012.
Além disso, num de seus últimos atos como mandatário do clube, ele assinou uma opção de compra de um terreno, próximo ao shopping Via Parque, na Barra da Tijuca, Zona Oeste do Rio de Janeiro, para viabilizar a construção de um Estádio, sonho antigo do clube.

### Investimentos no futebol

#### Conquistas e as séries invictas no futebol
Na sua gestão, entre 2013 e 2018, no futebol, o Flamengo foi três vezes campeão do Torneio Super Clássicos (2013, 2014 e 2015), duas vezes campeão da Taça Guanabara em (2014 e 2018), duas vezes campeão Carioca (2014 e 2017) e campeão da Copa do Brasil 2013.
Outras conquistas não oficiais foram o Troféu 125 anos de Uberlândia, em 2013, e o Torneio Super Series, em 2015.
Chegou também ao vice-campeonato da Copa do Brasil 2017, da Copa Sul-Americana de 2017 e do Campeonato Brasileiro de 2018.
Entre agosto de 2012 e abril de 2015, o rival Vasco da Gama, ficou 11 partidas sem vencer o Flamengo, se tornando uma das maiores series invictas do Clássico dos Milhões.
Uma novidade no futebol foi a parceria com a consultoria Exos, firmada em 2016, que teve como objetivo diminuir o número de dias de afastamento de atletas por lesões. Destinou a esse fim R$ 1,1 milhão em janeiro de 2016. Com novos equipamentos e procedimentos no departamento médico, o resultado apareceu. Houve 64 lesões em 2015 e somente 22 no ano seguinte.

#### Investimentos nas categorias de base
Em 24 de julho de 2013, Bandeira de Mello prometeu que, em sua gestão, o investimento nas categorias de base seria pesado, para que o Flamengo voltasse a ser um clube formador. Como estratégia, o clube aumentou o número de observadores atentos a novos jogadores, que passou de três para 11 pessoas nessa função. Além disso, o clube tinha uma faixa de 30 a 40 profissionais que trabalhavam para a base do clube, e em sua gestão esse número subiu para 80 a 100 pessoas.
Desta forma, o Flamengo também conquistou inúmeros títulos na base, com destaque para a tradicional Copa São Paulo de Futebol Júnior, em que o Flamengo sagrou-se campeão por duas vezes em sua gestão (2016 e 2018), e para a Copa do Brasil de Futebol Sub-17 (campeão na edição de 2018 e vice na de 2013). Nas últimas temporadas, o clube chegou em 37 finais dos 61 campeonatos estaduais disputados nas categorias Sub-13 a Sub-20, com 24 títulos conquistados. Além disso, o Flamengo ficou entre os clubes brasileiros que mais cederam atletas para seleção de base.
Pensando em resultados a médio e longo prazo, om outubro de 2017, o clube contratou a empresa de consultoria belga Double Pass, a fim de aprimorar a formação dos jogadores. Assim, as categorias de base do clube foram reorientadas para formar atletas para o time profissional – e não mais para ganhar torneios de base, que geralmente são vencidos por adolescentes mais fortes, mas nem sempre de maior potencial. Essa empresa foi a responsável pela subida de nível do futebol alemão na década de 2010, quando os clubes da elite do país passaram a usar 23% mais jogadores formados na base do que no período anterior a 2000, que foi quando a empresa foi contratada.

#### Pacotes de softwares de Tecnologia da informação
Foi na segunda gestão que o clube passou a investir pesado em Tecnologia da informação para o seu departamento de futebol.
Em 2016, o clube comprou o software SAP S/4HANA, plataforma que digitaliza os processos de gestão de clube. Com isso, os fluxos de gestão de negócios melhoram, assegurando melhor governança e transparência administrativa, ganho de produtividade e economia de tempo e recursos gastos com processos burocráticos em até 80%.
Em 2018, o clube foi o primeiro da América do Sul a adotar o Sports One - da empresa alemã SAP - que é um conjunto de softwares que ajuda a tomar decisões táticas com base na coleta e análise de dados. Isso permitirá ao Flamengo digitalizar o gerenciamento de performance, coordenar processos de treinamentos, administrativos, financeiros, contabilidade, médicos, de gerenciamento de times e análise de dados em um único ambiente.

#### Futebol feminino
Em 2016, depois de quatro anos parado, o projeto do futebol feminino do clube voltou a funcionar durante a gestão, através de uma parceria com a Marinha do Brasil.
Também em 2016, o Flamengo foi o primeiro clube fora do estado de São Paulo a conquistar o Campeonato Brasileiro, após bater, na final, o então campeão Rio Preto.

### Outros esportes
Outros destaques na sua gestão foram os desportos olímpicos. Entre os clubes que têm time profissional de futebol e disputam a Série A do Campeonato Brasileiro, o Flamengo foi o que mais cedeu atletas para o Brasil na Olimpíada de 2016.
No basquete, em sua gestão, o FlaBasquete foi quatro vezes campeão do NBB (2013, 2014, 2015, 2016), uma vez campeão da Copa Super 8 de Basquete (2018), além de campeão da Liga das Américas e do  Mundial Interclubes, ambos em 2014.
Também foi na sua gestão a criação do departamento de eSports do clube, como uma estratégia de marketing: “o Flamengo está saindo na frente no mercado brasileiro e, possivelmente vai provocar um movimento dos demais grandes clubes. A nossa ambição para este projeto é tornar o Flamengo uma referência mundial”, Daniel Orlean, vice-presidente de marketing do time da Gávea.

#### Primeira Liga
Eduardo Bandeira capitaneou a criação da Liga Sul-Minas-Rio, posteriormente chamada Primeira Liga, uma competição de futebol estruturada pra contrapor o domínio da Confederação Brasileira de Futebol (CBF), entidade que comanda o esporte no Brasil.

#### Seleção Brasileira
Em junho de 2016, foi convidado pela CBF para ser chefe da delegação da Seleção Brasileira durante a Copa América Centenário. porém pediu dispensa devido ao grande momento de crise que o Flamengo enfrentava no Campeonato Brasileiro.

Polêmicas com a torcida
Eduardo Bandeira de Melo teve vários episódios polêmicos com a torcida do Flamengo. Em 2017 Após a partida a partida contra o Avaí pelo Campeonato Brasileiro, diversos torcedores nas redes sociais, disseram que o presidente proferia xingamentos a torcida e fazia gestos obscenos durante os protestos realizados.
Em Novembro de 2018, durante o empate do Sub-20 do Flamengo com o Fluminense alguns rubro-negros xingaram Bandeira de Melo, o mandatário não se conteve e fez alguns gestos em direção às arquibancadas. Primeiro ele pediu que os xingamentos continuassem. Em seguida, fez um sinal de que os torcedores presentes receberam dinheiro para realizar o protesto.
Em dezembro de 2018, na derrota do Flamengo para o Atlético-PR no Maracanã lotado, em meio a gritos de "time sem vergonha", também entoaram coros de "Bandeira, não precisamos de você", e faixas com os dizeres "Incompetência" e "Adeus Bandeira, até nunca mais". Após o apito final, o presidente foi visto discutido asperamente com um espectador que o acusou de agredi-lo. 

### Prêmios
- Melhor Gestão de Clubes – Prêmio Business FC: 2014[41]
- Melhor Gestão de Clubes – Prêmio BrSM: 2015[42]
- Administrador do Ano – Prêmio Estácio: 2017[43]
- Presidente do Ano – Prêmio Fenaclubes: 2017[44]

### Política
Bandeira de Mello filiou-se à Rede Sustentabilidade (REDE), sendo candidato a prefeito da cidade do Rio de Janeiro em 2020, derrotado com apenas 2,48% dos votos (65.296), também foi candidato a deputado federal nas eleições de 2018. Recebeu 38.500 votos, e não conseguiu se eleger.
Em 2022, filiou-se ao Partido Socialista Brasileiro (PSB) tendo sua ficha de filiação assinada por Marcelo Freixo, e foi eleito deputado federal para a 57.ª legislatura da Câmara dos Deputados, com 72.725 votos.

### Deputado Federal
Comissões na Câmara dos Deputados

Em 2023, Bandeira de Mello integra as comissões de Esporte (CESPO) - eleito terceiro vice-presidente; Comissão de Minas e Energia (CME), Comissão de Meio Ambiente e Desenvolvimento Sustentável (CMADS) e Comissão de Constituição e Justiça e de Cidadania (CCJC). 